# Davena
Davena è una frazione del comune di Vezza d'Oglio, in alta Val Camonica, provincia di Brescia.

## Storia
Alla pace di Breno del 31 dicembre 1397 i rappresentanti della comunità di Dalegno, Giacomo di Faustino Favalino e il notaio Antonio Pedercino di Davena, si schierarono sulla sponda ghibellina.

## Monumenti e luoghi d'interesse

### Architetture religiose
Le chiese di Davena sono:
- Chiesa di San Giorgio e Michele, cinquecentesca, rifatta con le disposizioni di San Carlo Borromeo (1580)

## Società

### Tradizioni e folclore
Gli scütüm sono nei dialetti camuni dei soprannomi o nomiglioli, a volte personali, altre indicanti tratti caratteristici di una comunità. Quello che contraddistingue gli abitanti di Davena è Gnaì.